# Planalto Cristalino
O Planalto Cristalino é apresentado com maior amplitude no Paraná, na qual sua escarpa que volta-se para o oceano é a unidade geomorfológica formadora da serra do Mar, e em Santa Catarina, esse planalto torna-se afunilado. Suas elevações são os aspectos constituintes daquilo que os geógrafos chamam de "mares de morros". Já, os mares de morros são as características do Planalto Atlântico.